# Mackenrode (Landkreis Eichsfeld)
Mackenrode is een gemeente in de Duitse deelstaat Thüringen, en maakt deel uit van de Landkreis Eichsfeld.
Mackenrode telt 316 inwoners en maakte als grensplaats van 1949-1990 deel uit van de communistische DDR.